# Vandalia (Illinois)
Vandalia je grad u američkoj saveznoj državi Ilinois. Prema popisu stanovništva iz 2010. u njemu je živjelo 7.042 stanovnika.